# Ryuzo
Ryuzo（本名：森隆三、1977年5月10日 - ）は、日本のラッパー、音楽プロデューサー、実業家。

## 略歴（ラッパー）
1994年、ラッパーとしての活動を開始。1996年、関西日本語ラップクラシックとして知られる“OWL NITE”にOWL NITE FOUNDATION’Zの一員として参加。リリースされた作品としては初めてRyuzoのラップがフィーチャーされた楽曲。
2003年、ラップ・デュオMAGUMA MC’s名義のフル・アルバム「MASSIVE」をリリース。
2005年、主宰レーベル『R-RATED RECORDS』設立。1stソロ「RELOADED」（avex流通）リリース。
2007年、1stソロ・アルバム「DOCUMENT」をリリース。2009年、「DOCUMENT」収録曲“The MC”がワーナー・ブラザース『NINJA ASSASINS』の劇中で使用され、サウンドトラックに収録。
2011年、2ndアルバム「HAZARD」をリリース。
2013年、3rdアルバム「MESSAGE」をリリース。

## 略歴（プロデューサー・実業家）
2005年 - 2013年、地元京都で発掘、『R-RATED RECORDS』所属アーティストとなったANARCHYのエグゼクティブ・プロデュースを務める。
2016年、DJ、トラックメイカーのLOSTFACEと共にレコード・バー『BLOODY ANGLE』（渋谷・宮益坂）を開店。内装は気鋭のグラフィックデザイナー、アートディレクターのYOSHIROTTENが手掛ける。音楽関係、ファッション関係が多く集う社交場となり、イヴ・サン＝ローラン2017年秋メンズコレクションのプロモーション映像のロケ地に抜擢される。
2017年、ラップ・オーディション番組『ラップスタア誕生!』の発案者として同番組に出演。セレクトショップ『DOMICILE TOKYO（ドミサイル東京）』（渋谷・原宿）のディレクターに就任。『BLOODY ANGLE』同様、古民家を改装したデザインを手掛けたのはYOSHIROTTEN。
2018年、ジェントルマンズ・クラブ『MADAM WOO TOKYO』（渋谷・道玄坂）をオープン。社長に就任。「アメリカンスタイルのジェントルマンズ・クラブ」をコンセプトに掲げ、YOSHIROTTENが手掛けた「ネオトーキョー」をイメージした内装や、イラストレーター空山基が描き下ろしたセクシーロボットダンサーのイラストも大きな話題を呼び、多数の著名人が来店。
2019年、音楽酒場『翠月 -MITSUKI-』を開店。YOSHIROTTENが内装を手掛け、ディスコ、ソウル、ハウス、テクノなどのジャンルのDJプレイや、国産ウイスキーやナチュールワインなどの酒類を提供していることで知られている。
2020年、「BLOODY ANGLE」2号店「BLOODY ANGLE DOUGEN TONG」渋谷・道玄坂をオープン。
2020年、バーバーショップ「ミスターブラザーズ・カットクラブ（MR.BROTHERS CUT CLUB）」と日本初のスピークイージースタイルのバーバーショップ「MR.BROTHERS CUT CLUB中崎町店 / BLOODY ANGLE OSAKA TONG」を大阪中崎町にオープン。
2021年、「MADAM WOO」2号店「MADAM WOO OSAKA」を大阪・心斎橋にオープン。
2023年、「BLOODY ANGLE」３号店「BLOODY ANGLE FUKUOKA TONG」をオープン。
2023年、「MADAM WOO 」3号店「MADAM WOO NAGOYA」を名古屋・錦にオープン。
2024年、「BLOODY ANGLE」1号店渋谷・新泉でリニューアルオープン。内装は前店に引き続きYOSHIROTTENが手がけ、ネオン管や扉、家具などはそのまま再利用することで、変わらぬ雰囲気も残している。また店内では、音楽プロデューサーのLostFaceが厳選したHIPHOP、ソウル、ファンク、ジャズなど多様なレコードが並ぶ。同ビル2階に会員制カラオケスナック「東京アンナ」をオープン。